# Ditassa longicaulis
Ditassa longicaulis är en oleanderväxtart som först beskrevs av Eugène Pierre Nicolas Fournier, och fick sitt nu gällande namn av Rapini. Ditassa longicaulis ingår i släktet Ditassa och familjen oleanderväxter. Inga underarter finns listade i Catalogue of Life.